# マラ・ホーベル
マラ・ホーベル（Mara Hobel, 1971年6月18日 - ）はアメリカ合衆国の女優。
1981年の映画『愛と憎しみの伝説』で少女時代のクリスティーナ・クロフォード役を演じて、ラジー賞助演女優賞にノミネートされたことで知られている。現在は女優活動のかたわら、ニューヨークの芸能プロダクションで子役の演技指導にもあたっている。

## 主な作品
- 愛と憎しみの伝説 - Mommie Dearest （1981年）
- キラーハンド - The Hand （1981年）
- 愛についてのキンゼイ・レポート - Kinsey （2004年）
- ハプニング The Happening （2008年）